# 数理経済学
数理経済学（すうりけいざいがく、英: mathematical economics）は、数学的手法を用いた分析がなされる経済学の一分野である。ただし、現代の経済学では程度の違いはあるものの多くの分野で数学的な概念が用いられており、経済学の中に「数理経済学」という明確な分野が存在するわけではない。

## 概要
19世紀において、オーギュスタン・クールノー、レオン・ワルラスやフランシス・エッジワースらにより数学の経済学への応用が試みられた。1930年代から1940年代において、ジョン・ヒックスやポール・サミュエルソンらにより、数理モデルは経済学のあらゆる分野で用いられることとなった。1950年代において、ケネス・アローやジェラール・ドブリューらにより、数学の経済学へのより厳密な応用が進められた。さらにジョン・フォン・ノイマンやジョン・ナッシュといった数学者の参入により、20世紀中葉には飛躍的な発展を遂げた。
なお、経済数学は初級から中級にかけての経済学で必要な数学を指す用語で、数理経済学とは意味が異なる。また応用数学の中では経済に関連する諸問題の研究が行われているが、その内容は数理経済学と重複しているといえる。

## 経済動学
一方で新古典派マクロ経済学は、ケインジアンに対抗しつつ新しい古典派の研究として結実した。その過程において、経済動学を扱うモデリングを必要とすることが明らかになり、動学的最適化の手法がマクロ経済学にとって必要不可欠となった。現在の経済動学における数理経済学は、差分方程式を用いつつ離散型力学系のモデルを援用した動学的計画法における多期間最適化を議論することになる。例としては最適成長モデルや世代重複モデルなどの議論があるが、世代間の個人消費や異時点間でどのように資源を配分して個人が消費を決定するかなどを想起すると分かりやすい。有名なリカードの等価定理や等価定理を拡張したロバート・バローの中立命題は、動学的なモデリングがもたらすインプリケーションの好例となる。また、確率過程を導入した合理的期待や条件付行動などの応用は、ランダムウォーク解釈やマンデルフレミングモデルにおける財政政策および金融政策の有効性・無効性など、その応用や拡張は現実の経済にも影響を及ぼしている。また、従来は避けられる傾向にあった計量経済学といった分野との並立も、その可能性を広げている。特に、新しい古典派モデルにおける確率過程の援用や、カリブレーションと呼ばれるモデルから予想される予測値と実際のデータとの比較によって、議論が陶冶されている。

## ゲーム理論
現代の数理経済学において、ゲーム理論の占める位置は非常に大きい。その影響の大きさにより、ゲーム理論が経済学の方法論を革新したと評価されることもある。ゲーム理論はフォン・ノイマンとオスカー・モルゲンシュテルンによる大著『ゲームの理論と経済行動』（Theory of Game and Economic Behavior）の出版によって、1944年に誕生した。成立当初のゲーム理論は経済学の主流ではなかったが、1950年代から1960年代にかけてコアに関する極限定理が盛んに研究された結果、一般均衡理論がゲーム理論の特殊ケースであることが明らかとなり、それ以来ゲーム理論は一般の経済学者からも本格的に研究されるようになった。

## 引用文献
- 岡田章『ゲーム理論』有斐閣、1996年。ISBN 4641067945。
- 神取道宏 著、岩井克人; 伊藤元重 編「ゲーム理論による経済学の静かな革命」『現代の経済理論』、東京大学出版会、15-56頁、1994年。
- 鈴木光夫『ゲーム理論のあゆみ』有斐閣、2014年。ISBN 978-4641164307。
- 武隈慎一『数理経済学』新世社〈新経済学ライブラリ（25）〉、2001年。ISBN 4-88384-024-7。
- von Neumann, J.; Morgenstern, O (1944), Theory of Games and Economic Behavior, Princeton University Press
- レオン・ワルラス　『純粋経済学要論』　久武雅夫訳、岩波書店、1983年。